# Hymenomima
Hymenomima là một chi bướm đêm thuộc họ Geometridae.

## Các loài
- Hymenomima amberia
- Hymenomima anaisaria
- Hymenomima arthura
- Hymenomima camerata
- Hymenomima canidentata
- Hymenomima carneata
- Hymenomima cindica
- Hymenomima cogigaria
- Hymenomima conia
- Hymenomima costilla
- Hymenomima densata
- Hymenomima differens
- Hymenomima dogninana
- Hymenomima exangulata
- Hymenomima extersaria
- Hymenomima frankia
- Hymenomima fumibrunnea
- Hymenomima inceptaria
- Hymenomima infoveata
- Hymenomima luteisella
- Hymenomima macaria
- Hymenomima mediorasa
- Hymenomima memor
- Hymenomima nephalia
- Hymenomima nivacaria
- Hymenomima nortonia
- Hymenomima occidentalis
- Hymenomima occulta
- Hymenomima perfuscimargo
- Hymenomima pristes
- Hymenomima rufata
- Hymenomima russula
- Hymenomima schisticolor
- Hymenomima semialba
- Hymenomima seriata
- Hymenomima sinuosaria
- Hymenomima subnigrata
- Hymenomima subsordida
- Hymenomima tharpa
- Hymenomima tharpoides
- Hymenomima umbelularia